# Вилхелм Баварски
Вилхелм Баварски (на немски: Wilhelm, Herzog in Bayern; * 10 ноември 1752, Гелнхаузен; † 8 януари 1837, Бамберг) е пфалцграф и херцог на Гелнхаузен. Той е от 16 февруари 1799 г. първият херцог в Бавария, титла на страничната линия на Вителсбахите в Пфалц, и от 17 декември 1803 до 20 март 1806 г. щатхалтер в Херцогство Берг. Той никога не управлява свое лично княжество. Прадядо е на Елизабет Баварска, императрица на Австрия.

## Биография
Той е вторият син на Йохан фон Пфалц-Гелнхаузен (1698 – 1780) пфалцграф и херцог на Цвайбрюкен-Биркенфелд цу Гелнхаузен, и съпругата му София Шарлота фон Салм-Даун (1719 – 1770), дъщеря на Вилд- и Рейнграф Карл фон Салм-Даун и Луиза, графиня фон Насау-Саарбрюкен.
През 1778 г. Вилхелм става почетен член в Баварската академия на науките. Вилхелм резидира в Ландсхут.
Вилхелм се жени в Манхайм на 30 януари 1780 г. за Мария Ана (1753 – 1824), дъщеря на пфалцграф Фридрих-Михаел фон Пфалц-Цвайбрюкен и съпругата му Мария-Франциска фон Зулцбах. Тя е сестра на курфюрст и по-късния баварски крал Максимилиан I Йозеф (1756 – 1825).
Вилхелм получава от курфюрста титлата херцог в Бавария на 16 февруари 1799 г. Той започва да резидира в дворец Бенрат.
Вилхелм е погребан във фамилната гробница на херцозите в Бавария на езерото Тегернзе.

## Деца
- син (*/† 6 май 1782)
- Мария Елизабет Амалия Франциска (1784 – 1849)

∞ 1808 Луи-Александър Бертие, маршал на Франция, княз на Ваграм, княз и херцог на Ньошател (1753 – 1815)
- Пий Август (1786 – 1837), херцог в Бавария

∞ 1807 принцеса Амалия Луиза фон Аренберг (1789 – 1823), родители на Максимилиан Йозеф, бащата на Елизабет Баварска, императрица на Австрия.